# Białka (Łukta)
Pour l’article homonyme, voir Białka.
Białka est un village de la commune polonaise de Łukta dans la voïvodie de Varmie-Mazurie, (powiat d'Ostróda).